# Haucourt (Senna Marittima)
Haucourt è un comune francese di 264 abitanti situato nel dipartimento della Senna Marittima nella regione della Normandia.

## Società

### Evoluzione demografica
Abitanti censiti